# Weng Weng
Ernesto de la Cruz (Parañaque, 7 de septiembre de 1957-Pásay, 29 de agosto de 1992) , más conocido como Weng Weng, fue un actor de cine y experto en artes marciales de origen filipino. Sus 83 centímetros de estatura lo convierten, según el Libro Guinness de los Récords, en el actor protagonista más pequeño de la historia del cine. Su papel más recordado es el del "Agente 00" en la película For Y'ur Height Only (Bruce Linito: Agente 003 y 1/2, 1981), inspirada en la saga James Bond. En total rodó 11 películas entre los años 1970 y 1980, 
Se desconoce cuándo debutó como actor, aunque se sabe que hizo un cameo en Go Tell It On The Mountain (1972). El mayor impulso a su carrera vino de la mano del cómico Dolphy, uno de los artistas más importantes del país, que le contrató para el film The Quick Brown Fox con un papel de reparto. Gracias a esa aparición, la productora LILIW Studios le dio en 1981 un rol protagonista en una saga de películas inspiradas en la saga James Bond y en clave de humor, rodadas por el director Eddie Nicart. Si bien gozó de fama durante la década de 1980, sus apariciones se redujeron por problemas de salud y vivió sus últimos años en la pobreza. Falleció a los 34 años de un ataque cardíaco, causa común entre las personas afectadas por enanismo.
Está considerada una de las estrellas del cine de Serie B de la época. El director australiano Andrew Leavold hizo el documental de investigación The Search for Weng Weng (2013), en el que se narran episodios de su vida.

## Filmografía
- 1976 : Sila... Sa bawat bangketa de Dante Pangilinan
- 1978 : ChopsTime Papa de Dante Pangilinan
- 1980 : The Quick Brown Fox de Jett C. Espiritu
- 1981 : Stariray de Romy Villaflor
- 1981 : For Y'ur Height Only de Eddie Nicart
- 1981 : Agent 00 de Eddie Nicart
- 1981 : Legs Katawan Babae de Tony Ferrer
- 1982 : D'Wild Wild Weng de Eddie Nicart
- 1982 : The Impossible Kid de Eddie Nicart
- 1982 : The Cute... the Sexy n' the Tiny de Eddie Nicart
- 1984 : Da Besomy Villaflor